# Список капітоліїв США

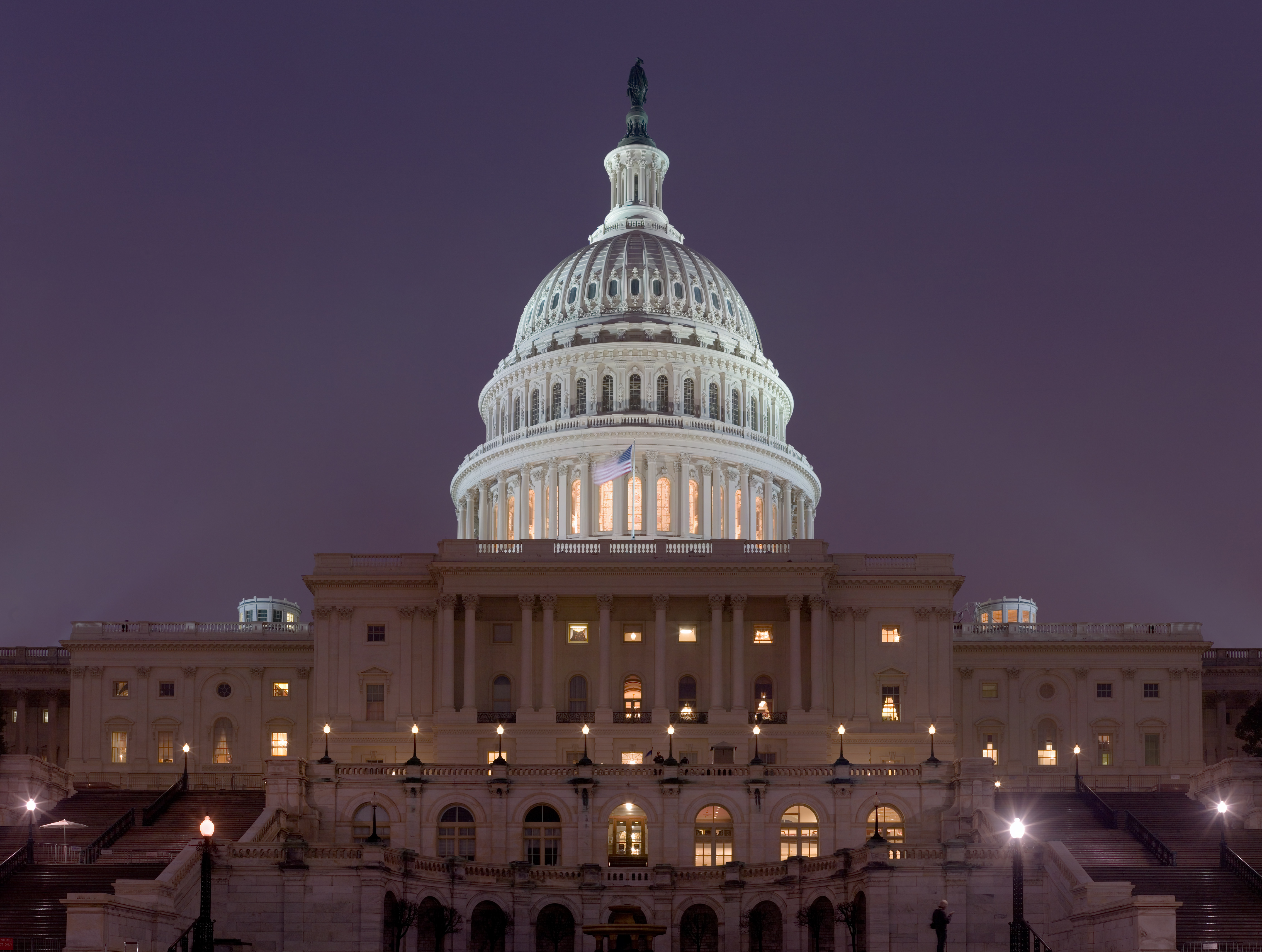
Капітолій США у Вашингтоні при нічному освітленні

Список капітоліїв США — список, що включає в себе Капітолій США у Вашингтоні, діючі капітолії п'ятдесяти штатів, а також Капітолій території Пуерто-Рико. У США термін «Капітолій» вживається для будівлі, де проводять свої засідання законодавчі органи держави, штату або території.
- Капітолій США у Вашингтоні — головний Капітолій США, місце для нарад Конгресу США — законодавчого органу державної влади Сполучених Штатів Америки.
- Капітолії штатів США — в кожному з них зазвичай розташовується місце для зібрань законодавчих органів (легіслатури) штату та офіс губернатора штату, хоча є й винятки з цього правила.
  - У Капітолії штату Арізона зараз розміщений музей, а законодавчі органи й офіс губернатора розташовані в сусідніх будинках.
  - Законодавчі органи Алабами, Невади і Північної Кароліни також засідають у сусідніх із капотоліями будівлях, але офіси їх губернаторів розташовуються в капітоліях.
  - Крім Арізони, тільки у Вірджинії офіс губернатора не розміщений в Капітолії штату, хоча в Делавері, Огайо, Мічигані та Вермонті офіси губернатора в капітоліях використовуються тільки в церемоніальних цілях.

У більшості штатів (39 з 50) капітолії англійською мовою так і називаються State Capitol. Індіана й Огайо використовують назву Statehouse, а ще 8 штатів використовують назву State House (Мен, Меріленд, Массачусетс, Нью-Гемпшир, Нью-Джерсі, Род-Айленд, Південна Кароліна та Вермонт). У Делавері використовується назва Legislative Hall (законодавчий будинок). У штаті Алабама є Капітолій штату Алабама, але законодавчі органи з 1985 року засідають у State House.
Капітолій території Пуерто-Рико — місце для зібрань двопалатної законодавчої асамблеї Пуерто-Рико — острівної території, що перебуває під управлінням США.

## Капітолій США у Вашингтоні
| Зображення | Назва Капітолія                                        | Місто та координати                                                                          | Розташування на карті | Роки будівництва сучасного будинку                                                | Примітки                                                      |
| ---------- | ------------------------------------------------------ | -------------------------------------------------------------------------------------------- | --------------------- | --------------------------------------------------------------------------------- | ------------------------------------------------------------- |
|            | Капітолій США · (United States Capitol) Округ Колумбія | Вашингтон (Washington) 38°53′23″ пн. ш. 77°00′32″ зх. д. / 38.88972° пн. ш. 77.00889° зх. д. | Вашингтон             | 1793-1800 (крило Сенату) 1811 (крило Палати) 1850 (розширення), 1855—1866 (купол) | Національний історичний пам'ятник США, головний Капітолій США |

## Капітолії штатів США
| Зображення | Назва Капітолія                                                                           | Місто та координати                                                                                              | Розташування на карті | Роки будівництва сучасного будинку                                                  | Примітки |
| ---------- | ----------------------------------------------------------------------------------------- | --- | --------------------- | ----------------------------------------------------------------------------------- | --- |
|            | Капітолій штату Айдахо · (Idaho State Capitol) · Айдахо                                   | Бойсі (Boise) 43°37′3.71″ пн. ш. 116°11′58.61″ зх. д. / 43.6176972° пн. ш. 116.1996139° зх. д.                   | Бойсі                 | 1905-1913 1919—1920 (крила) 2008—2010 (підземні крила)                              | |
|            | Капітолій штату Айова · (Iowa State Capitol) · Айова                                      | Де-Мойн (Des Moines) 41°35′28.24″ пн. ш. 93°36′13.93″ зх. д. / 41.5911778° пн. ш. 93.6038694° зх. д.             | Де-Мойн               | 1871—1886                                                                           | Національний реєстр історичних місць США, єдиний Капітолій штату із п'ятьма куполами                                                      |
|            | Капітолій штату Алабама · (Alabama State Capitol) · Алабама                               | Монтгомері (Montgomery) 32°22′38.81″ пн. ш. 86°18′3.39″ зх. д. / 32.3774472° пн. ш. 86.3009417° зх. д.           | Монтгомері            | 1850-1851 1885 (східне крило) 1903—1906 (південне крило) 1911—1912 (північне крило) | Національний історичний пам'ятник США, перший Капітолій Конфедерації (1861)                                                               |
|            | Капітолій штату Аляска · (Alaska State Capitol) · Аляска                                  | Джуно (Juneau) 58°18′7.91″ пн. ш. 134°24′37.68″ зх. д. / 58.3021972° пн. ш. 134.4104667° зх. д.                  | Джуно                 | 1929—1931                                                                           | |
|            | Капітолій штату Аризона · (Arizona State Capitol) · Аризона                               | Фінікс (Phoenix) 33°26′53.15″ пн. ш. 112°5′49.54″ зх. д. / 33.4480972° пн. ш. 112.0970944° зх. д.                | Фінікс                | 1899—1900                                                                           | Національний реєстр історичних місць США                                                                                                  |
|            | Капітолій штату Арканзас · (Arkansas State Capitol) · Арканзас                            | Літл-Рок (Little Rock) 34°44′48.33″ пн. ш. 92°17′19.54″ зх. д. / 34.7467583° пн. ш. 92.2887611° зх. д.           | Літл-Рок              | 1899—1915                                                                           | Національний реєстр історичних місць США                                                                                                  |
|            | Капітолій штату Вайомінг · (Wyoming State Capitol) · Вайомінг                             | Шаєнн (Cheyenne) 41°8′25″ пн. ш. 104°49′11″ зх. д. / 41.14028° пн. ш. 104.81972° зх. д.                          | Шаєнн                 | 1886—1890 1915—1917 (приміщення Палати та Сенату)                                   | Національний історичний пам'ятник США |
|            | Капітолій штату Вашингтон · (Washington State Capitol) · Вашингтон                        | Олимпія (Olympia) 47°02′07″ пн. ш. 122°54′23″ зх. д. / 47.03528° пн. ш. 122.90639° зх. д.                        | Олимпія               | 1919—1928                                                                           | Національний реєстр історичних місць США                                                                                                  |
|            | Капітолій штату Вермонт · (Vermont State House) · Вермонт                                 | Монтпілієр (Montpelier) 44°15′44″ пн. ш. 72°34′51″ зх. д. / 44.26222° пн. ш. 72.58083° зх. д.                    | Монтпілієр            | 1834—1836                                                                           | Національний історичний пам'ятник США |
|            | Капітолій штату Вірджинія · (Virginia State Capitol) · Вірджинія                          | Ричмонд (Richmond) 37°32′19.53″ пн. ш. 77°26′0.94″ зх. д. / 37.5387583° пн. ш. 77.4335944° зх. д.                | Ричмонд               | 1785—1790 1904—1906 (крила)                                                         | Національний історичний пам'ятник США, Капітолій Конфедерації (1861—1865)                                                                 |
|            | Капітолій штату Вісконсин · (Wisconsin State Capitol) · Вісконсин                         | Медісон (Madison) 43°4′28″ пн. ш. 89°23′5″ зх. д. / 43.07444° пн. ш. 89.38472° зх. д.                            | Медісон               | 1906—1917 1988—2002 (значне відновлення та ремонт)                                  | Національний історичний пам'ятник США |
|            | Капітолій штату Гаваї · (Hawaii State Capitol) Гаваї                                      | Гонолулу (Honolulu) 21°18′26.43″ пн. ш. 157°51′26.16″ зх. д. / 21.3073417° пн. ш. 157.8572667° зх. д.            | Гонолулу              | 1960—1969                                                                           | Частина Історичного дистрикту столиці Гаваї (Hawaii Capital Historic District), що належить Національному реєстру історичних місць США    |
|            | Капітолій штату Делавер · (Delaware Legislative Hall) · Делавер                           | Довер (Dover) 39°9′26.3″ пн. ш. 75°31′11″ зх. д. / 39.157306° пн. ш. 75.51972° зх. д.                            | Довер                 | 1933 1965—1970 (північне та південне крило) 1994 (розширення східного крила)        | |
|            | Капітолій штату Джорджія · (Georgia State Capitol) Джорджія                               | Атланта (Atlanta) 33°44′57.38″ пн. ш. 84°23′17.74″ зх. д. / 33.7492722° пн. ш. 84.3882611° зх. д.                | Атланта               | 1883—1889                                                                           | Національний історичний пам'ятник США |
|            | Капітолій штату Західна Вірджинія · (West Virginia State Capitol) · Західна Вірджинія     | Чарлстон (Charleston) 38°19′59″ пн. ш. 81°36′50″ зх. д. / 38.33306° пн. ш. 81.61389° зх. д.                      | Чарлстон              | 1924—1932                                                                           | Національний реєстр історичних місць США                                                                                                  |
|            | Капітолій штату Іллінойс · (Illinois State Capitol) · Іллінойс                            | Спрингфілд (Springfield) 39°47′54.66″ пн. ш. 89°39′17.6″ зх. д. / 39.7985167° пн. ш. 89.654889° зх. д.           | Спрингфілд            | 1868—1887                                                                           | Національний реєстр історичних місць США                                                                                                  |
|            | Капітолій штату Індіана · (Indiana Statehouse) · Індіана                                  | Індіанаполіс (Indianapolis) 39°46′7″ пн. ш. 86°9′45″ зх. д. / 39.76861° пн. ш. 86.16250° зх. д.                  | Індіанаполіс          | 1880—1888                                                                           | Національний реєстр історичних місць США                                                                                                  |
|            | Капітолій штату Каліфорнія · (California State Capitol) · Каліфорнія                      | Сакраменто (Sacramento) 38°34′35.66″ пн. ш. 121°29′36.28″ зх. д. / 38.5765722° пн. ш. 121.4934111° зх. д.        | Сакраменто            | 1860—1874                                                                           | Національний реєстр історичних місць США                                                                                                  |
|            | Капітолій штату Канзас · (Kansas State Capitol) · Канзас                                  | Топіка (Topeka) 39°2′52.83″ пн. ш. 95°40′41.36″ зх. д. / 39.0480083° пн. ш. 95.6781556° зх. д.                   | Топіка                | 1866—1873 (східне крило) 1879—1881 (західне крило) 1884—1906 (центр)                | Національний реєстр історичних місць США                                                                                                  |
|            | Капітолій штату Кентуккі · (Kentucky State Capitol) · Кентуккі                            | Франкфорт (Frankfort) 38°11′12.4″ пн. ш. 84°52′31.2″ зх. д. / 38.186778° пн. ш. 84.875333° зх. д.                | Франкфорт             | 1905—1910                                                                           | Національний реєстр історичних місць США                                                                                                  |
|            | Капітолій штату Колорадо · (Colorado State Capitol) · Колорадо                            | Денвер (Denver) 39°44′20.74″ пн. ш. 104°59′5.63″ зх. д. / 39.7390944° пн. ш. 104.9848972° зх. д.                 | Денвер                | 1886—1907                                                                           | Національний реєстр історичних місць США, на ступеньках Капитолия находится отметка высоты в одну милю (около 1609 м) над уровнем моря.   |
|            | Капітолій штату Коннектикут · (Connecticut State Capitol) · Коннектикут                   | Гартфорд (Hartford) 41°45′50.89″ пн. ш. 72°40′58″ зх. д. / 41.7641361° пн. ш. 72.68278° зх. д.                   | Гартфорд              | 1872—1879                                                                           | Національний історичний пам'ятник США |
|            | Капітолій штату Луїзіана · (Louisiana State Capitol) · Луїзіана                           | Батон-Руж (Baton Rouge) 30°27′25.46″ пн. ш. 91°11′14.66″ зх. д. / 30.4570722° пн. ш. 91.1874056° зх. д.          | Батон-Руж             | 1930—1932                                                                           | Національний історичний пам'ятник США, самый высокий Капитолий в США (137 м)                                                              |
|            | Капітолій штату Массачусетс · (Massachusetts State House) · Массачусетс                   | Бостон (Boston) 42°21′27.75″ пн. ш. 71°3′48.83″ зх. д. / 42.3577083° пн. ш. 71.0635639° зх. д.                   | Бостон                | 1795—1798                                                                           | Національний історичний пам'ятник США |
|            | Капітолій штату Міннесота (Minnesota State Capitol) Міннесота                             | Сент-Пол (Saint Paul) 44°57′18.53″ пн. ш. 93°6′8.05″ зх. д. / 44.9551472° пн. ш. 93.1022361° зх. д.              | Сент-Пол              | 1893—1905                                                                           | Національний реєстр історичних місць США, второй по величине самоподдерживающийся мраморный купол в мире (первый среди капитолиев США)    |
|            | Капітолій штату Міссісіпі · (Mississippi State Capitol) · Міссісіпі                       | Джексон (Jackson) 32°18′14″ пн. ш. 90°10′56″ зх. д. / 32.30389° пн. ш. 90.18222° зх. д.                          | Джексон               | 1901—1903                                                                           | Національний реєстр історичних місць США                                                                                                  |
|            | Капітолій штату Міссурі · (Missouri State Capitol) · Міссурі                              | Джефферсон-Сіті (Jefferson City) 38°34′44.83″ пн. ш. 92°10′22.77″ зх. д. / 38.5791194° пн. ш. 92.1729917° зх. д. | Джефферсон-Сіті       | 1911—1917                                                                           | Національний реєстр історичних місць США                                                                                                  |
|            | Капітолій штату Мічиган · (Michigan State Capitol) · Мічиган                              | Лансінг (Lansing) 42°44′1.42″ пн. ш. 84°33′20.12″ зх. д. / 42.7337278° пн. ш. 84.5555889° зх. д.                 | Лансінг               | 1871—1878                                                                           | Національний історичний пам'ятник США |
|            | Капітолій штату Монтана · (Montana State Capitol) Монтана                                 | Гелена (Helena) 46°35′8.52″ пн. ш. 112°1′6.24″ зх. д. / 46.5857000° пн. ш. 112.0184000° зх. д.                   | Гелена                | 1896—1902 1909—1912 (крила)                                                         | Національний реєстр історичних місць США                                                                                                  |
|            | Капітолій штату Мен · (Maine State House) · Мен                                           | Огаста (Augusta) 44°18′26.05″ пн. ш. 69°46′54.04″ зх. д. / 44.3072361° пн. ш. 69.7816778° зх. д.                 | Огаста                | 1828—1832 1889—1891 (крило) 1909—1911 (крила)                                       | Національний реєстр історичних місць США                                                                                                  |
|            | Капітолій штату Меріленд (Maryland State House) · Меріленд                                | Аннаполіс (Annapolis) 38°58′43″ пн. ш. 76°29′28″ зх. д. / 38.97861° пн. ш. 76.49111° зх. д.                      | Аннаполіс             | 1772—1779                                                                           | Національний історичний пам'ятник США, самый старый из функционирующих капитолиев США                                                     |
|            | Капітолій штату Небраска · (Nebraska State Capitol) · Небраска                            | Лінкольн (Lincoln) 40°48′29.12″ пн. ш. 96°41′58.51″ зх. д. / 40.8080889° пн. ш. 96.6995861° зх. д.               | Лінкольн              | 1922—1932                                                                           | Національний історичний пам'ятник США, второй по высоте Капитолий в США (121 м)                                                           |
|            | Капітолій штату Невада · (Nevada State Capitol) · Невада                                  | Карсон-Сіті (Carson City) 39°9′50.67″ пн. ш. 119°45′58.65″ зх. д. / 39.1640750° пн. ш. 119.7662917° зх. д.       | Карсон-Сіті           | 1869—1871                                                                           | Національний реєстр історичних місць США                                                                                                  |
|            | Капітолій штату Нью-Гемпшир · (New Hampshire State House) · Нью-Гемпшир                   | Конкорд (Concord) 43°12′24.29″ пн. ш. 71°32′17.26″ зх. д. / 43.2067472° пн. ш. 71.5381278° зх. д.                | Конкорд               | 1815—1818                                                                           | |
|            | Капітолій штату Нью-Джерсі (New Jersey State House) · Нью-Джерсі                          | Трентон (Trenton) 40°13′13.57″ пн. ш. 74°46′11.65″ зх. д. / 40.2204361° пн. ш. 74.7699028° зх. д.                | Трентон               | 1792                                                                                | Національний реєстр історичних місць США                                                                                                  |
|            | Капітолій штату Нью-Йорк · (New York State Capitol) · Нью-Йорк                            | Олбани (Albany) 42°39′9.19″ пн. ш. 73°45′26.36″ зх. д. / 42.6525528° пн. ш. 73.7573222° зх. д.                   | Олбани                | 1867—1899                                                                           | Національний історичний пам'ятник США |
|            | Капітолій штату Нью-Мексико · (New Mexico State Capitol) · Нью-Мексико                    | Санта-Фе (Santa Fe) 35°40′56.21″ пн. ш. 105°56′22.77″ зх. д. / 35.6822806° пн. ш. 105.9396583° зх. д.            | Санта-Фе              | 1964—1966                                                                           | |
|            | Капітолій штату Огайо · (Ohio Statehouse) · Огайо                                         | Колумбус (Columbus) 39°57′41″ пн. ш. 82°59′56″ зх. д. / 39.96139° пн. ш. 82.99889° зх. д.                        | Колумбус              | 1837—1861                                                                           | Національний історичний пам'ятник США |
|            | Капітолій штату Оклахома · (Oklahoma State Capitol) · Оклахома                            | Оклахома-Сіті (Oklahoma City) 35°29′32.21″ пн. ш. 97°30′12.14″ зх. д. / 35.4922806° пн. ш. 97.5033722° зх. д.    | Оклахома-Сіті         | 1914—1917 2000—2002 (купол)                                                         | Національний реєстр історичних місць США                                                                                                  |
|            | Капітолій штату Орегон · (Oregon State Capitol) Орегон                                    | Сейлем (Salem) 44°56′19.43″ пн. ш. 123°1′48.35″ зх. д. / 44.9387306° пн. ш. 123.0300972° зх. д.                  | Сейлем                | 1935 1977 (крила)                                                                   | Національний реєстр історичних місць США                                                                                                  |
|            | Капітолій штату Пенсильванія (Pennsylvania State Capitol) Шаблон:Дані країни Пенсільванія | Гаррісберг (Harrisburg) 40°15′52″ пн. ш. 76°52′0″ зх. д. / 40.26444° пн. ш. 76.86667° зх. д.                     | Гаррісберг            | 1898—1902/1903                                                                      | Національний історичний пам'ятник США |
|            | Капітолій штату Род-Айленд · (Rhode Island State House) · Род-Айленд                      | Провіденс (Providence) 41°49′51″ пн. ш. 71°24′54″ зх. д. / 41.83083° пн. ш. 71.41500° зх. д.                     | Провіденс             | 1895—1904                                                                           | Національний реєстр історичних місць США, четвёртый по величине самоподдерживающийся мраморный купол в мире (второй среди капитолиев США) |
|            | Капітолій штату Північна Дакота · (North Dakota State Capitol) Північна Дакота            | Бісмарк (Bismarck) 46°49′14.93″ пн. ш. 100°46′57.87″ зх. д. / 46.8208139° пн. ш. 100.7827417° зх. д.             | Бісмарк               | 1920—1924 1931—1934 (офісна башта та крило)                                         | |
|            | Капітолій штату Північна Кароліна (North Carolina State Capitol) Північна Кароліна        | Ралі (Raleigh) 35°46′49″ пн. ш. 78°38′21″ зх. д. / 35.78028° пн. ш. 78.63917° зх. д.                             | Ралі                  | 1840                                                                                | Національний історичний пам'ятник США |
|            | Капітолій штату Теннессі (Tennessee State Capitol) · Теннессі                             | Нашвілл (Nashville) 36°9′57″ пн. ш. 86°47′3″ зх. д. / 36.16583° пн. ш. 86.78417° зх. д.                          | Нашвілл               | 1845—1854                                                                           | Національний історичний пам'ятник США |
|            | Капітолій штату Техас (Texas State Capitol) · Техас                                       | Остін (Austin) 30°16′29″ пн. ш. 97°44′26″ зх. д. / 30.27472° пн. ш. 97.74056° зх. д.                             | Остін                 | 1881—1888 1993 (підземне розширення)                                                | Національний історичний пам'ятник США |
|            | Капітолій штату Флорида · (Florida State Capitol) · Флорида                               | Таллахассі (Tallahassee) 30°26′17.2″ пн. ш. 84°16′53.76″ зх. д. / 30.438111° пн. ш. 84.2816000° зх. д.           | Таллахассі            | 1973—1977                                                                           | |
|            | Капітолій штату Південна Дакота (South Dakota State Capitol) · Південна Дакота            | Пірр (Pierre) 44°22′1.8″ пн. ш. 100°20′46.87″ зх. д. / 44.367167° пн. ш. 100.3463528° зх. д.                     | Пірр                  | 1905—1911                                                                           | Національний реєстр історичних місць США                                                                                                  |
|            | Капітолій штату Південна Кароліна · (South Carolina State House) · Південна Кароліна      | Колумбія (Columbia) 34°0′1.56″ пн. ш. 81°1′59.33″ зх. д. / 34.0004333° пн. ш. 81.0331472° зх. д.                 | Колумбія              | 1854—1865                                                                           | Національний історичний пам'ятник США |
|            | Капітолій штату Юта · (Utah State Capitol) · Юта                                          | Солт-Лейк-Сіті (Salt Lake City) 40°46′38″ пн. ш. 111°53′17″ зх. д. / 40.77722° пн. ш. 111.88806° зх. д.          | Солт-Лейк-Сіті        | 1912—1916                                                                           | Національний реєстр історичних місць США                                                                                                  |

## Капітолій території Пуерто-Рико
| Зображення | Назва Капітолія                                                                               | Місто та координати                                                                       | Розташування на карті | Роки будівництва сучасного будинку | Примітки                                 |
| ---------- | --------------------------------------------------------------------------------------------- | ----------------------------------------------------------------------------------------- | --------------------- | ---------------------------------- | ---------------------------------------- |
|            | Капітолій Пуерто-Рико · (Capitol of Puerto Rico, · ісп. Capitolio de Puerto Rico) Пуерто-Рико | Сан-Хуан (San Juan) 18°28′08″ пн. ш. 66°06′22″ зх. д. / 18.46889° пн. ш. 66.10611° зх. д. | Сан-Хуан              | 1921-1929                          | Національний реєстр історичних місць США |